# Piero Poli
Piero Poli (* 9. Oktober 1960 in Cairo Montenotte) ist ein ehemaliger italienischer Ruderer und Olympiasieger 1988 im Doppelvierer.

## Sportliche Karriere
Poli begann seine internationale Karriere im Vierer mit Steuermann, 1978 war er in dieser Bootsklasse Achter der Junioren-Weltmeisterschaften, 1979 belegte er bei den U23-Weltmeisterschaften (Match des Seniors) den vierten Platz. Erst 1980 wechselte Poli zum Skullrudern. Bei den U23-Weltmeisterschaften 1980 und 1981 gewann er mit dem italienischen Doppelvierer jeweils die Silbermedaille. 1981 trat Poli auch erstmals bei den Weltmeisterschaften in der Erwachsenenklasse an und belegte im Doppelvierer mit Mario Rosso, Sergio Caropreso und Stefano Lari den sechsten Platz. In der Aufstellung Piero Poli, Renato Gaeta, Antonio Dell’Aquila und Stefano Lari ruderte der italienische Doppelvierer auf den vierten Platz bei den Weltmeisterschaften 1982. In der gleichen Besetzung gewann der italienische Doppelvierer bei den Weltmeisterschaften 1983 die Bronzemedaille hinter den beiden deutschen Booten aus West und Ost. Bei den Olympischen Spielen 1984 fehlten im Doppelvierer durch den Olympiaboykott der Ostblockstaaten aus dem Weltmeisterschafts-Finale 1983 nur die Silbermedaillengewinner aus der DDR und die fünftplatzierten Tschechoslowaken. In Los Angeles gewannen die deutschen Weltmeister vor den Australiern und den Kanadiern, der italienische Doppelvierer in der Besetzung von 1982 und 1983 erreichte das Ziel als viertes Boot.
Bei den Weltmeisterschaften 1985 ruderte der italienische Doppelvierer mit Gianluca Farina, Piero Poli, Renato Gaeta und Stefano Lari auf den fünften Platz. 1986 erreichte der italienische Doppelvierer mit Poli, Gaeta, Dell’Aquila und Farina den sechsten Platz bei den Weltmeisterschaften in Nottingham. 1987 traten Poli und Farina im Doppelzweier an, bei den Weltmeisterschaften 1987 verloren sie den Anschluss und belegten abgeschlagen den sechsten Platz. In der Olympiasaison 1988 rückten Poli und Farina wieder in den italienischen Doppelvierer. In der Besetzung Piero Poli, Gianluca Farina, Davide Tizzano und Agostino Abbagnale siegte das italienische Boot in Vorlauf, Halbfinale und Endlauf der Olympischen Spiele 1988 in Seoul. Mit dem Olympiasieg beendete Piero Poli seine sportliche Karriere.